# La Taverne de l'Irlandais
Pour plus de détails, voir Fiche technique et Distribution.
La Taverne de l'Irlandais  (Donovan's Reef) est un film américain de John Ford sorti en 1963. Il marque la dernière collaboration entre John Ford et John Wayne,,. 

## Synopsis
Thomas « Boats » Gilhooley (Lee Marvin) retourne dans l'île d'Haleakaloha en Polynésie pour son anniversaire. Né le même jour que Michael « Guns » Donovan (John Wayne), il veut respecter la tradition du combat annuel qu'ils se livrent à cette occasion sous l'œil attentif de toute la population locale. Les deux hommes sont séparés par le Docteur William Dedham (Jack Warden).
Les trois amis sont d'anciens combattants du Pacifique qui sont restés sur l'île après la guerre et se dévouent pour la population qui les a protégés des Japonais. En particulier, le Docteur Dedham y a installé un dispensaire au lieu de retourner auprès des siens à Boston. Sur l'île, il a épousé la princesse Manulani, décédée durant l'accouchement du dernier de leurs 3 enfants.
Les choses se compliquent alors lorsque Amélia Dedham (Elisabeth Allen), la fille née du premier mariage du Docteur, débarque sur l'île à l'improviste. Elle entend vérifier que son père, qu'elle n'a jamais connu, mène une vie contraire aux bonnes mœurs de la société bostonienne pour pouvoir, grâce à une clause de moralité, le déposséder de ses parts dans une riche société maritime. Le Docteur étant parti en tournée, Donovan prétend que les 3 enfants sont les siens mais peu à peu Amélia découvre que cette île est pleine de surprises et de charme.

## Fiche technique
- Titre : La taverne de l'irlandais
- Titre original : Donovan's reef
- Réalisation : John Ford
- Histoire : Edmund Beloin et James A. Michener
- Scénario : Frank S. Nugent et James Edward Grant
- Producteur : John Ford
- Musique : Cyril J. Mockridge
- Photographie : William H. Clothier
- Montage : Otho Lovering
- Directeur artistique : Eddie Imazu et Hal Pereira
- Décors : Sam Corner et Darrell Silvera
- Costumes : Edith Head
- Budget : 2 686 000 $
- Recettes : 6 600 000 $
- Société de production : John Ford Productions
- Société de distribution : Paramount Pictures
- Pays de production :  États-Unis
- Langue : Anglais et français
- Formats : 1,85 : 1 | Technicolor | 35 mm
- Son : Mono
- Genre : Comédie dramatique
- Durée : 100 minutes
- Dates de sortie :
  - États-Unis :12 juin 1963
  - France : 2 octobre 1963
- Affiche : Boris Grinsson (France)

## Distribution
- John Wayne (VF : Raymond Loyer) : Michael Patrick « Guns » Donovan
- Elizabeth Allen (VF : Danièle Roy) : Amelia Dedham
- Lee Marvin (VF : Georges Aminel) : Thomas Aloysius « Boats » Gilhooley
- Jack Warden (VF : Henry Djanik) : le Dr William Dedham
- Cesar Romero (VF : Fernand Fabre) : le marquis André de Lage, gouverneur de l'île
- Dorothy Lamour (VF : Raymonde Devarennes) : Miss Lafleur
- Jacqueline Malouf (VF : Dominique Page) : Lelani Dedham
- Cherylene Lee : Sally Dedham
- Jeffrey Byron : Luki Dedham
- Marcel Dalio (VF : René Blancard) : le père Cluzeot
- Mike Mazurki (VF : Jean Clarieux) : le sergent Monk Menkowicz
- Dick Foran (VF : Jean Violette) : Sean O'Brien
- Edgar Buchanan (VF : Serge Nadaud) : le notaire de Boston
- Jon Fong (VF : Serge Lhorca) : M. Choo
- Frank Baker (VF : Émile Duard) : le capitaine Martin
- Patrick Wayne (VF : Michel Gudin) : le lieutenant de la marine australienne

Et, parmi les acteurs non crédités :
- John Alderson : un officier
- Clyde Cook : un officier australien
- Frank Hagney : un premier maître
- Chuck Roberson : Festus